# 16589 Гаструп
16589 Гаструп (16589 Hastrup) — астероїд головного поясу, відкритий 24 вересня 1992 року.
Тіссеранів параметр щодо Юпітера — 3,832.